# Tigarah
Tigarah（1991年—，出生於日本東京），是一隊來自日本的baile funk司儀，在她們的音樂的元素中包含了grime、crunk和Baltimore club。她能以英語和日語來表演，同時也在美國和日本都有為數正在增長的追隨者。她現在把時間分配在來往洛杉磯和其家中。Tigarah這個字，按照她的解釋為「很像老虎的女生」。
Tigarah從她在慶應義塾大學的巴西同學中通曉baile funk，一種巴西版本的Miami Bass。主修政治科學的她被這些音樂吸引了，所以她到訪聖保羅和里約熱內盧，學習多些有關這方面的知識，和融入巴西人的文化。留在里約熱內盧期間，她還遇上了Mr. D，一個擁有瑞士和德國血統的唱片騎師／製作人，他經常來往當地和洛杉磯。Mr. D現在是Tigarah的主要夥伴，他們創作了一張有8首歌的EP，現在於她的官方網站中發售。
雖然她沒有受到大型唱片公司的招倈，但是她已經在美國國家公共廣播，和多本音樂雜誌中亮相，包括Blender Magazine, URB, "XLR8R", "Dazed & Confused"和Los Angeles Times。而她的音樂在電視節目"Numbers"中可以聽到，而遊戲FIFA 2007和極速快感10中也在其音樂箱中收錄她的作品，還有商業用途的手提電話鈴聲供應商Mobizzo。她現在的知名度，已能和同樣靠網絡走紅的genre-bending司儀M.I.A.相比。

## 作品列表
EP
歌曲列表：
1. "Girl Fight!"
2. "Fake Out"
3. "Japanese Queen"
4. "Roppongi-Dori"
5. "The Game In Rio"
6. "Money"
7. "Everything Is In Your Hand"
8. "Fake Out" (Mr. D Rio Disco Mix)
9. "Girl Fight!" (Mr. D Hyphy Mix)

## 外部連結
- 官方網站
- Tigarah在Myspace的頁面（页面存档备份，存于）
- Youtube連結